# Marie Line
Marie Line (* in Saint-Raphaël als Marie Line Morolany) ist eine französische Sängerin karibischer Herkunft.

## Leben und Wirken
In jungen Jahren war sie Background-Sängerin und trat in Piano-Bars auf, sie veröffentlichte auch zwei Alben zusammen mit Raoul Petite. 1998 vertrat sie Frankreich beim Eurovision Song Contest in Birmingham. Mit ihrem karibisch angehauchten Popsong Où aller (dt.: Wohin gehen) wurde sie mit dem 24. Platz Zweitletzte. Das war das schlechteste Ergebnis für Frankreich bisher; zwei Punkte kamen von Zypern und einer von Mazedonien.
Marie Line führte ihren Weg als Background-Sängerin und Komponistin fort und war auch auf einigen Soundtracks französischer Spielfilme zu hören.